# Nieuws van de Dag (televisieprogramma)
Nieuws van de Dag is een Nederlands actualiteitenprogramma van SBS6, Talpa Network. Het programma begon op 6 januari 2025 en werd aanvankelijk afwisselend gepresenteerd door Art Rooijakkers en Malou Petter. Nieuws van de Dag is een samenwerking tussen de makers van Hart van Nederland en De Telegraaf. Het programma wordt uitgezonden op werkdagen tussen 18.00 en 19.00 uur. 

## Geschiedenis
De eerste aflevering van Nieuws van de Dag vond plaats op maandag 6 januari 2025 en werd gepresenteerd door Malou Petter. Zij ontving in de eerste aflevering onder andere Thomas van Groningen, Fidan Ekiz en Raymond Mens. Zo'n 533.000 mensen keken lineair naar de uitzending.
Presentator Art Rooijakkers moest eind januari 2025 zijn werkzaamheden bij Nieuws van de Dag tijdelijk staken wegens het opnieuw onder het mes moeten vanwege stembandproblemen (de vorige keer was drie jaar geleden, in 2022). Hij wordt vervangen door Van Groningen, Maarten Steendam en Pim Sedee.
Petter en Rooijakkers stopten met het presenteren van Nieuws van de Dag in augustus 2025, vanwege onvrede over de inhoudelijke koers van het programma. Van Groningen werd hierdoor de vaste presentator van het avondprogramma met Sedee als vaste invaller.

## Inhoud
In het programma nemen verschillende verslaggevers en experts van Mediahuis, De Telegraaf, Talpa Network en Hart van Nederland plaats aan de desk bij de presentator van dienst. Zij bespreken actuele nieuwsonderwerpen en haken in op recente uitslagen van het Hart van Nederland-panel. Iedere dag schuift er een Opiniemaker van de Dag aan die meepraat over de onderwerpen en zelf een item aandraagt en bespreekt. Daarnaast word er geschakeld met verslaggevers in het land en Telegraaf-correspondenten in het buitenland. Ook is er ruimte voor onbekende gasten met een actueel verhaal.

## Medewerkers

### Presentatoren
- Thomas van Groningen (2025–)[11]
- Malou Petter (2025)[12][11]
- Art Rooijakkers (2025)[13][11]
- Pim Sedee (invaller, 2025–)[8]
- Maarten Steendam (invaller, 2025)[8]

### Reguliere gasten
- Jan van de Beek (2025–)
- Saskia Belleman (2025–)
- Jeanneau van Beurden (2025–)
- Tomasz Blom (2025–)
- Diederik Boomsma (2025–)
- Derk Boswijk (2025–)
- Joe van Burik (2025–)
- Jimmy Dijk (2025–)
- Najla Edriouch (2025–)
- Merel Ek (2025–)[14]
- Ulysse Ellian (2025–)
- André Flach (2025–)
- Thomas van Groningen (2025–)[15]
- Frits Huffnagel (2025–)
- Sylvana IJsselmuiden (2025–)
- Yteke de Jong (2025–)
- Richard Korver (2025–)
- Emile Kossen (2025–)
- Jeff Mac Mootry (2025–)
- Raymond Mens (2025–)[14]
- Ingrid Michon-Derkzen (2025–)
- Fahid Minhas (2025–)
- Bram Moszkowicz (2025–)
- Koen Nederhof (2025–)
- Tina Nijkamp (2025–)
- Rob Oudkerk (2025–)
- Caroline van der Plas (2025–)
- Queeny Rajkowski (2025–)
- Silvan Schoonhoven (2025–)
- Peter Schouten (2025–)
- Aant Jelle Soepboer (2025–)
- Tom Staal (2025–)
- Noa Vahle (2025–)
- Jordi Versteegden (2025–)
- Marcel Vink (2025–)
- Martin Visser (2025–)
- Mick van Wely (2025)[14]
- Wouter de Winther (2025–)
- Syp Wynia (2025–)
- Dilan Yeşilgöz (2025–)
- Halbe Zijlstra (2025–)

### Opiniemaker van de Dag
- Yoeri Albrecht (2025–)
- Frits Barend (2025–)
- Aylin Bilic (2025–)
- Ben van der Burg (2025–)
- Sébas Diekstra (2025–)
- Wierd Duk (2025–)
- Fidan Ekiz (2025–)
- Afshin Ellian (2025–)
- Annemarie van Gaal (2025–)
- Lale Gül (2025–)[14]
- Onno Hoes (2025–)
- Catherine Keyl (2025–)
- Sander de Kramer (2025–)[14]
- Nausicaa Marbe (2025–)
- Lilian Marijnissen (2025–)
- Annabel Nanninga (2025–)
- Bart Nijman (2025–)
- Shashi Roopram (2025–)
- Heleen van Royen (2025–)
- Jan Slagter (2025–)
- Jan Struijs (2025–)
- Roderick Veelo (2025–)
- Albert Verlinde (2025–)
- Henk Westbroek (2025–)
- Leon de Winter (2025–)
- Marianne Zwagerman (2025–)
- Erik de Zwart (2025–)

## Trivia
- In 2019 had Talpa al plannen voor een nieuwsplatform genaamd 'De Dag', dit werd uiteindelijk opgeschort. Ruim vijf jaar later kwam het programma met het nieuws van de dag alsnog op televisie als 'Nieuws van de dag'. Talpa liet voor De Dag in 2019 al een logo registreren bij het BOIP.[16]